# آزمون زرویتینوف
آزمون زِرویتینوف (به انگلیسی: Zerewitinoff determination) یک آزمون شیمیایی کمی برای تعیین هیدروژن های فعال در یک ترکیب شیمیایی است. در ابتدا نمونه مورد نظر با واکنش گرینیارد یعنی متیل‌منیزیم کلرید واکنش داده می‌شود. سپس، این واکنش سبب می‌شود که تمامی هیدروژن‌های فعال ماده اولیه با معرف واکنش دهد و منجر به تولید متان شود. این گاز را می‌توان با اندازه‌گیری حجم آن به صورت کمی تعیین کرد.